# Koigi (FFH-Gebiet)
Das Koigi Naturschutzgebiet (estnisch Koigi loodusala) ist ein Natura-2000-Gebiet nach der Richtlinie 92/43/EWG (Fauna-Flora-Habitat-Richtlinie) (kurz „FFH-Richtlinie“) ausgewiesenes Schutzgebiet mit der Gebietsnummer EE0040425, ein Landschaftsschutzgebiet und ein als Vogelschutzgebiet ausgewiesenes Areal von europäischem Interesse (SCI). Die Schutzgebietsflächen überschneiden sich in ihrer Lage, wobei das ausgewiesene Vogelschutzgebiet alle Schutzgebietsflächen umschließt und das Naturschutzgebiet mit dem FFH-Gebiet deckungsgleich ist. Das Schutzgebiet befindet sich westlich vom namensgebenden Dorf Koigi in der Landgemeinde Saaremaa im Kreis Saare in Estland.

## Beschreibung

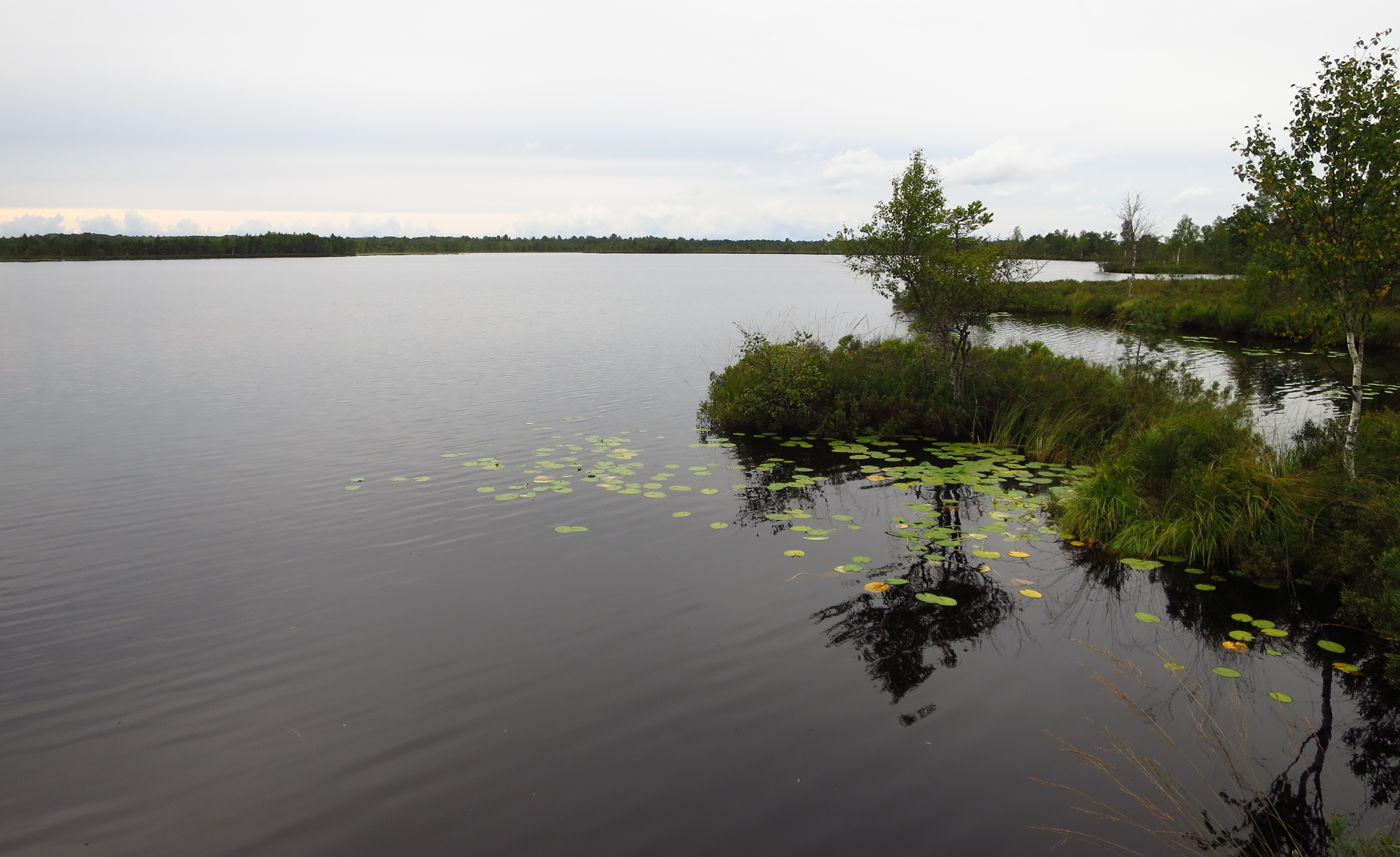
Pikkjärvsee im Schutzgebiet

Das Schutzgebiet befindet sich auf der Insel Saaremaa und besteht zu 52 % aus Mooren oder ähnlichen Arealen, zu 40 % aus Wäldern und zu 7 % aus Süßwasserflächen die ein Areal von rund 161 ha einnehmen.
Das Koigi-Moor (estnisch Koigi soostik) befindet sich vollständig im Schutzgebiet und ist das größte Moor seiner Art im westestnischen Archipel mit einer Ausdehnung auf einer Gesamtfläche über 4000 ha. Es stellt die ehemalige kontinentale Eiszungensenke dar die im Süden und Südosten ihre maximale Ausdehnung hatte. Das Schutzgebiet umfasst alle Arten von Sümpfen und ihrer Entwicklungsstadien was Koigi zu einem wertvollen Objekt für Forschungen zur Landschaftsentwicklung in Westestland macht. Ein großer Teil der Oberfläche des Sumpfgebietes ist von einem Moor und Moorbruchwald auf 1015 ha in seinem natürlichen Zustand bedeckt. Die durchschnittliche Tiefe der Torfschicht beträgt drei m. Darüber hinaus befinden sich im Schutzgebiet 600 ha Sumpf- und Sumpfwälder und 200 ha Moorwälder. Insgesamt wurden im Naturraum 15 verschiedene Lebensraumtypen mit einer Gesamtfläche von 2286 ha unter besonderen Schutz gestellt. In den Gebietsgrenzen des Moores bestehen vier Seen von denen die beiden Seen Koigi järv und Pikkjärv die größten sind. Durch das Schutzgebiet fließen mehrere Bäche und kleinere Rinnsale die von Quellen gespeist werden. Das Schutzgebiet ist ein großes Süßwasserreservoir das eine wichtige Funktion für die Grundwasserschichten für die Insel Saaremaa hat und einen Lebensraum mit Brutstätten für viele geschützte Tierarten darstellt.

### Lebensraumtypen
Nach der FFH-Richtlinie wurden die folgenden Lebensraumtypen von europaweiter Bedeutung (LRT) des Anhang I klassifiziert. Die zu schützenden Lebensraumtypen sind Dystrophe Seen und Teiche (Code 3160); Formationen von Wacholder auf Kalkheiden und -rasen (5130); Naturnahe Kalktrockenrasen und deren Verbuschungsstadien mit besonderen Beständen von bemerkenswerten Orchideen (6210); Feuchte Hochstaudenfluren der planaren und montanen bis alpinen Stufe (6430); Wiesen mit Gehölzen in Fennoskandien (6530); Lebende Hochmoore (7110); Noch renaturierungsfähige degradierte Hochmoore (7120); Übergangs- und Schwingrasenmoore (7140); Torfmoor-Schlenken (Rhynchosporion) (7150); Kalkreiche Niedermoore mit Binsenschneide und Arten von Caricion davallianae (7210); Kalkreiche Niedermoore (7230); Westliche Taiga (9010); Epiphytenreiche, alte, natürliche, hemiboreale Laubwälder (9020); Laubholz-Bruchwälder Fennoskandiens (9080) und Moorwälder (91D0).

## Flora und Fauna

### Flora
Folgende Pflanzenarten werden im Anhang II der FFH-Richtlinie als besonders schützenswert eingestuft und wurden bei einer durchgeführten Untersuchung des Gebietes aufgezeichnet: Der Gelbe Frauenschuh (Cypripedium calceolus), die Binsenschneide (Cladium mariscus), der Gagelstrauch (Myrica gale), die Breitblättrige Stendelwurz (Epipactis helleborine), die Weiße Seerose (Nymphaea alba) und die Kleine Seerose (Nymphaea candida). Weitere Pflanzenarten wurden im Schutzgebiet beobachtet zum Beispiel der Sprossende Bärlapp (Spinulum annotinum), der Langblättrige Sonnentau (Drosera anglica), das Taubenkropf-Leimkraut (Silene vulgaris), der Gewöhnliche Schneeball (Viburnum opulus), der Gemeine Rainkohl (Lapsana communis), die Gemeine Ochsenzunge (Anchusa officinalis), die Weiße Lichtnelke (Silene latifolia), die Trompeten-Becherflechte Cladonia fimbriata und der Berg-Klee (Trifolium montanum).

### Fauna
Folgende Tierarten werden im Anhang II der FFH-Richtlinie als besonders schützenswert eingestuft und wurden bei einer durchgeführten Untersuchung des Gebietes aufgezeichnet: Die Schnatterente (Mareca strepera), der Singschwan (Cygnus cygnus), der Seeadler (Haliaeetus albicilla) und das Blässhuhn (Fulica atra).
Weitere Vogelarten die in auf den Schutzgebietsflächen beobachtet wurden und in der Roten Liste von Estland aufgeführt sind: Der Habicht (Accipiter gentilis), der Kleinspecht (Dryobates minor), der Raubwürger (Lanius excubitor) der Grünspecht (Picus viridis). In den Lebensräumen wurden weitere seltene Vogelarten beobachtet zum Beispiel der Ohrentaucher (Podiceps auritus), die Uferschnepfe (Limosa limosa), die Zwergmöwe (Hydrocoloeus minutus), der Sperlingskauz (Glaucidium passerinum), das Tüpfelsumpfhuhn (Porzana porzana), der Rothalstaucher (Podiceps grisegena), die Rohrweihe (Circus aeruginosus), die Wasserralle (Rallus aquaticus) die Teichralle (Gallinula chloropus), der Kranich (Grus grus), der Rotschenkel (Tringa totanus), der Bruchwasserläufer (Tringa glareola), die Flussseeschwalbe (Sterna hirundo), die Trauerseeschwalbe (Chlidonias niger), der Prachttaucher (Gavia arctica), das Moorschneehuhn (Lagopus lagopus), der Flussregenpfeifer (Charadrius dubius), der Fischadler (Pandion haliaetus), der Schwarzstorch (Ciconia nigra) und der Wachtelkönig (Crex crex).
Beobachtet wurden zum Beispiel weitere Tierarten wie der Große Blaupfeil (Orthetrum cancellatum), der Große Eisvogel (Limenitis populi), der Vierfleck (Libellula quadrimaculata), der Grasfrosch (Rana temporaria), der Admiral (Vanessa atalanta), die Gemeine Skorpionsfliege (Panorpa communis), der Siebenpunkt-Marienkäfer (Coccinella septempunctata), der Zitronenfalter (Gonepteryx rhamni), der Kleine Fuchs (Aglais urticae), das Kleine Nachtpfauenauge (Saturnia pavonia), die Baumhummel (Bombus hypnorum), die Grasglucke (Euthrix potatoria), der Pflaumen-Zipfelfalter (Satyrium pruni), die Labyrinthspinne (Agelena labyrinthica), der Marmorierte Kleinspanner (Scopula immorata), die Fledermaus-Azurjungfer (Coenagrion pulchellum), der Lederlaufkäfer (Carabus coriaceus), der Gemeine Scheinbockkäfer (Oedemera femorata) und der Große Perlmuttfalter (Speyeria aglaja).

## Gefährdung
Durch Überdüngung der an das Schutzgebiet angrenzenden landwirtschaftlichen Flächen und Einschwemmung der Nährstoffe über Bäche oder durch natürliche Überschwemmungen in die sensiblen Lebensräume im Besonderen der Moore werden diese geschädigt. Diese Gefahr wurde mit dem Status „Hoch“ eingestuft. Weitere Gefährdungen wurden mit dem Status „Mittel“ eingestuft zum Beispiel das Austrocknen der geschützten Flächen, der Jagd, dem Freizeitfischen, dem mechanischen Torfabbau, die Umstellung der Landwirtschaft auf professionelle Bewirtschaftungsformen, der Verschmutzung von Oberflächengewässern, der Wasserentnahme aus dem Grundwasser und den Oberflächengewässern zur Bewässerung von landwirtschaftlichen Nutzflächen. Mit dem Status „Niedrig“ wurden das professionelle passive Fischen mit Netzen und Reusen, der gewerbliche Waldbau, die allgemeine Forstwirtschaft, der Wegeausbau zum Wandern, Reiten und das Befahren mit motorisierten Fahrzeugen, die Wilderei im Schutzgebiet und der Einsatz von Bioziden, Hormonen oder Chemikalien eingestuft.